# Sneslynge
En sneslynge er en maskine til rydning af sne. Hvor sneploven blot skubber sneen væk, har sneslyngen et rør, hvorigennem sneen blæses.